# 四酸化イリジウム
四酸化イリジウム(Iridium tetroxide)は、酸化数+8の、酸素とイリジウムからなる二元化合物である。温度6 Kの固体アルゴン内で[(η1-O2)IrO2]の光化学的転位で形成される。より高い温度では、酸化物は不安定である。赤外線多光子解離による四酸化イリジウムカチオンIrO4+の検出が報告されている。この酸化数は+9で、既知の全ての元素の中で最も高い。